# Coenagrion holdereri
Coenagrion holdereri – gatunek ważki z rodziny łątkowatych (Coenagrionidae). Występuje w Chinach; stwierdzony w prowincjach Hebei, Sinciang i Ningxia. Został opisany w 1900 roku. Miejsce typowe to Nanschan w prowincji Sinciang.